# Françoise Barré-Sinoussi
Françoise Barré-Sinoussi (rođena 30. srpnja 1947.) je francuski virolog i ravnateljica fra. Unité de Régulation des Infections Rétrovirales u Institutu Pasteur u Parizu. 
Barré-Sinoussi je sa svojim kolegom Luc Montagnier 2008. podijelila Nobelovu nagrada za fiziologiju ili medicinu za njihov rad na prepoznavanju virusa HIV kao uzročnika AIDS. 
Drugu polovicu Nobelove nagrade 2008. dobio je Harald zur Hausen.